# Consell de la Generalitat Valenciana a la V Legislatura
El Consell de la Generalitat Valenciana en el període 1999-2003, correspon a la V legislatura del període democràtic. Durant aquest mandat la Generalitat Valenciana va estar presidida per dos presidents distints a causa de la dimissió del primer, Eduardo Zaplana, substituint-lo el vicepresident José Luis Olivas.

## Cronologia
Després de les eleccions del maig de 1999 la candidatura encapçalada per Eduardo Zaplana del PPCV obté una majoria absolut de 49 escons sobre els 35 del PSPV-PSOE d'Antoni Asunción. Eduardo Zaplana resultar elegit President de la Generalitat Valenciana.
El juliol de 2002 Zaplana és cridat per formar part del Govern espanyol de José María Aznar com a Ministre de Treball i Assumptes Socials i Portaveu del Govern pel que dimiteix del càrrec de president. José Luís Olivas Martínez és nomenat President de la Generalitat Valenciana en substitució del dimitit Zaplana.

## Estructura del Consell
| President                               | Titular | Titular | Titular |  |
| --------------------------------------- | --- | --- | --- |  |
| President                               | Eduardo Zaplana Hernández-Soro (PPCV) (fins al 24/07/2002) | Eduardo Zaplana Hernández-Soro (PPCV) (fins al 24/07/2002) | José Luis Olivas Martínez (PPCV) (des del 24/07/2002) |  |
| Conselleries                            | Titulars | Titulars | Titulars |  |
| Conselleries                            | 23 de juliol de 1999 | 22 de maig de 2000 | 25 de juliol de 2002 |  |
| Vicepresident Primer                    | José Luis Olivas Martínez (PPCV) | José Luis Olivas Martínez (PPCV) | No existeix |  |
| Vicepresident Segon                     | José Joaquín Ripoll Serrano (PPCV) (A partir del 25/07/2002 com a vicepresident únic) | José Joaquín Ripoll Serrano (PPCV) (A partir del 25/07/2002 com a vicepresident únic) | José Joaquín Ripoll Serrano (PPCV) (A partir del 25/07/2002 com a vicepresident únic) |  |
| Economia i Hisenda (i Ocupació)         | Vicente Rambla Momplet (PPCV) (A partir del 22/05/2000 afegeix les competències de la Conselleria d'Ocupació)                                                                                          | Vicente Rambla Momplet (PPCV) (A partir del 22/05/2000 afegeix les competències de la Conselleria d'Ocupació)                                                                                          | Vicente Rambla Momplet (PPCV) (A partir del 22/05/2000 afegeix les competències de la Conselleria d'Ocupació)                                                                                          |  |
| Obres Públiques, Urbanisme i Transports | José Ramón García Antón (PPCV) | José Ramón García Antón (PPCV) | José Ramón García Antón (PPCV) |  |
| Cultura, Educació i Ciència             | Manuel Tarancón Fandos (PPCV) (a partir 22/05/2000 perd les competències en matèria de Ciència) | Manuel Tarancón Fandos (PPCV) (a partir 22/05/2000 perd les competències en matèria de Ciència) | Manuel Tarancón Fandos (PPCV) (a partir 22/05/2000 perd les competències en matèria de Ciència) |  |
| Sanitat                                 | José Emilio Cervera Cardona (PPCV) | Serafín Castellano Gómez (PPCV) | Serafín Castellano Gómez (PPCV) |  |
| Indústria i Comerç                      | Fernando Vicente Castelló Boronat (PPCV) (a partir del 30/10/2001 canvia de nom per la d'Innovació i Competitivitat) (a partir del 25/07/2002 torna a canviar de nom, ara Indústria, Comerç i Energia) | Fernando Vicente Castelló Boronat (PPCV) (a partir del 30/10/2001 canvia de nom per la d'Innovació i Competitivitat) (a partir del 25/07/2002 torna a canviar de nom, ara Indústria, Comerç i Energia) | Fernando Vicente Castelló Boronat (PPCV) (a partir del 30/10/2001 canvia de nom per la d'Innovació i Competitivitat) (a partir del 25/07/2002 torna a canviar de nom, ara Indústria, Comerç i Energia) |  |
| Agricultura, Pesca i Alimentació        | Maria Àngels Ramón-Llin i Martínez (PPCV) | Maria Àngels Ramón-Llin i Martínez (PPCV) | Maria Àngels Ramón-Llin i Martínez (PPCV) |  |
| Medi Ambient                            | Fernando Modrego Caballero (PPCV) | Fernando Modrego Caballero (PPCV) | Fernando Modrego Caballero (PPCV) |  |
| Justícia i Administració Pública        | Serafín Castellano Gómez (PPCV) | Carlos González Cepeda (PPCV) | Carlos González Cepeda (PPCV) |  |
| Ocupació                                | Rafael Blasco Castany (PPCV) | Dissolta | Dissolta |  |
| Benestar Social                         | María Carmen Más Rubio (PPCV) | Rafael Blasco Castany (PPCV) | Rafael Blasco Castany (PPCV) |  |
| Portaveu del Consell                    | No existeix | Alicia de Miguel García (PPCV) | Alicia de Miguel García (PPCV) |  |